# Английска Ренета
Английска Ренета (на английски: Newtown Pippin) е американски сорт ябълки.
Плодовете са много едри (ср.т. 160 г.), плоско закръглени, жълтеникавозелени. Узряват през първата половина на октомври. Плодовото месо е жълтеникаво със зелен оттенък, нежно, сочно, слабо ароматно, с приятно виненокисел вкус и много добри вкусови качества. Дървото е силно растящо, с широко разлята и рядка корона, родовито. Сортът е устойчив на струпясване, чувствителен на брашнеста мана.